# Hildebold von Köln
Hildebold oder Hildebald, Beiname Aaron, († 3. September 818 in Köln) war von 787 bis 795 Bischof von Köln und von 795 bis 818 der erste Erzbischof des Erzbistums Köln. Durch seine engen Beziehungen zu Karl dem Großen ist von ihm mehr als von seinen Vorgängern und unmittelbaren Nachfolgern auf dem Kölner Bischofsstuhl bekannt. Castellanus und Gelenius zählen ihn zu den Heiligen.

## Leben

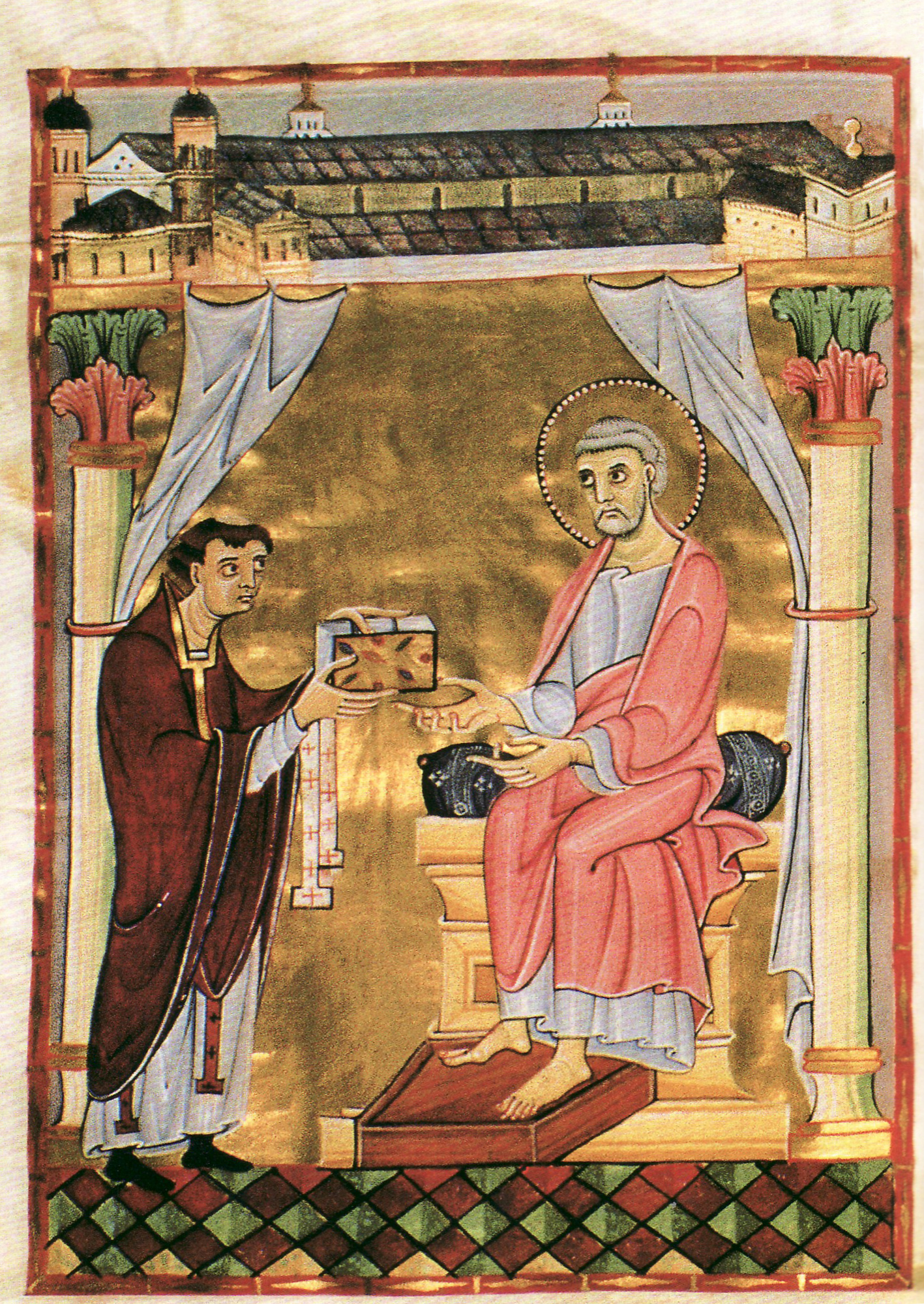
Die Kirche im Kopf des Stifterbildes des Hillinus-Codex (Köln, Erzbischöfliche Diözesan- und Dombibliothek, Cod. 12; Reichenauer Buchmalerschule, um 1025) wird als Abbildung des Hildebold-Baus interpretiert

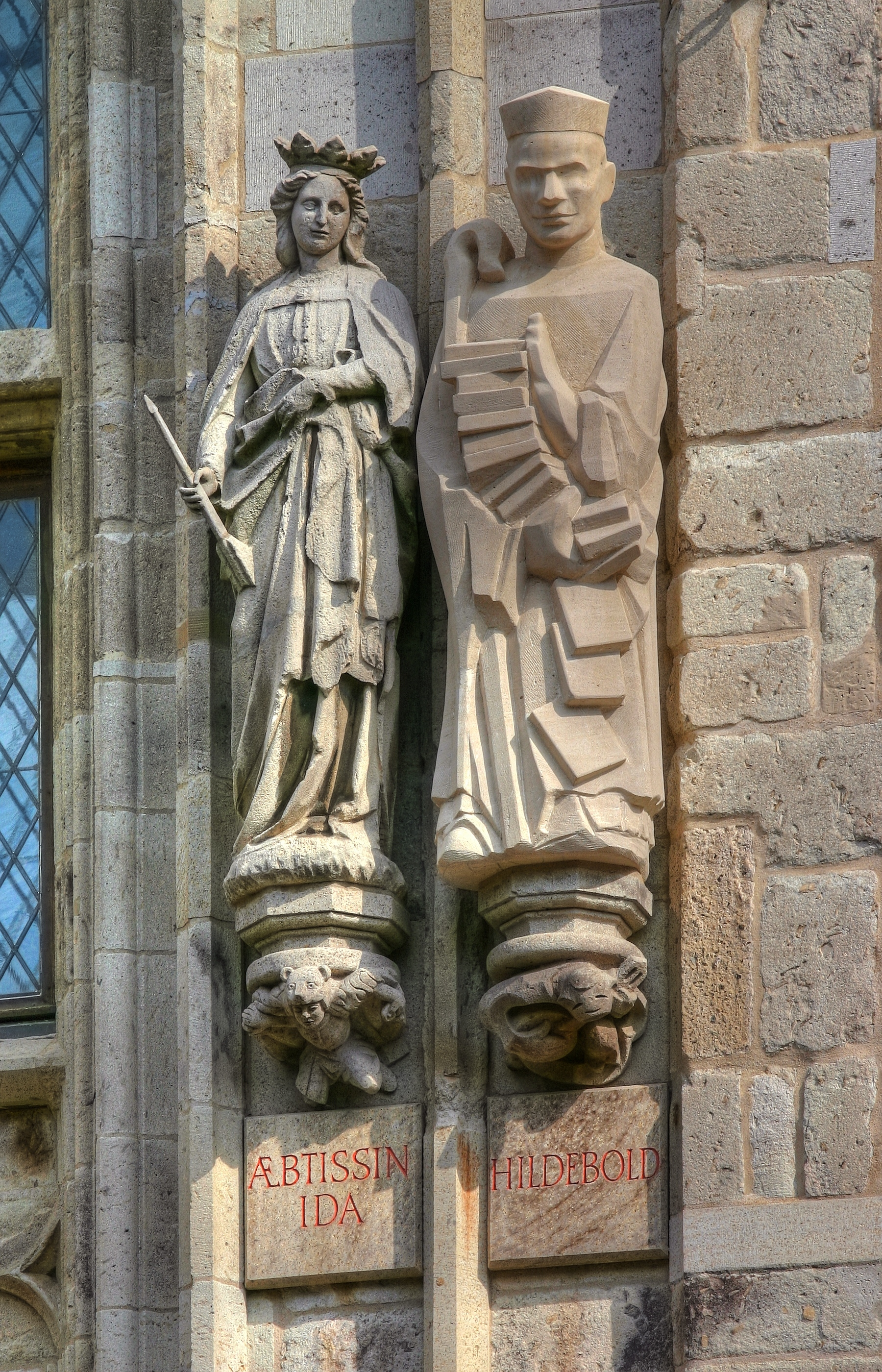
Äbtissin Ida und Hildebold am Turm des Kölner Rathauses

787 wurde Hildebold auf Wunsch Karls des Großen Bischof von Köln. 791 ernannte Karl seinen Freund Hildebold zum Erzkaplan der Hofkapelle sowie zum Kanzler der Reichskanzlei. Er war einer seiner bedeutendsten Berater. Auf Bitten Karls entband Papst Hadrian I. Hildebold 794 von seiner Residenzpflicht in Köln, so dass er seinen Regierungspflichten an Karls Hof nachkommen konnte.
An der Hofkapelle Karls des Großen wurden viele Alkuinschüler und Mitglieder der Hofgesellschaft mit gelehrten und biblischen Namen bezeichnet. Hildebolds Name Aaron war wohl seinem hohepriesterlichen Amt als Bischof verbunden. Seine Zeitgenossen Alkuin, Angilbert und Theodulf erwähnen ihn mehrfach in ihren Gedichten. Die Hofkapelle war mit ihren Kaplänen das Zentrum sowohl der weltlichen Ordnung, als auch der kirchlichen Verwaltung. Sie hatte großen Einfluss auf das geistliche, geistige und politische Leben. Hier entstand die Grundlage für die Schriftentwicklung des christlichen Abendlandes. Hildebold war also ein einflussreicher Mann am Hofe Karls.
Dem Wunsch König Karls entsprechend erhob Papst Hadrian I. das Bistum Köln im Jahr 794/795 zum Erzbistum und den Bischof Hildebold zum Erzbischof. Die Bistümer Bremen, Utrecht, Lüttich, Minden, Münster und Osnabrück wurden dem Erzbistum Köln als Suffraganbistümer unterstellt. Hierauf veranlasste Erzbischof Hildebold eine Erweiterung des damaligen Kölner Doms; dieser Dom sollte von späteren Generationen der „Hildebold-Dom“ genannt werden.
Von Karl dem Großen erhielt er einflussreiche Ämter. Karl überließ ihm vielleicht die alte Königspfalz als Bischofssitz mit der Maßgabe der Errichtung einer neuen Bischofskirche (Hildebold-Dom), die dem Rang Kölns entspreche. 799 führte er Papst Leo III. zu Karl dem Großen nach Paderborn. 801 wird er als Abt des Stifts St. Cassius und Florentius in Bonn, 802 als Abt des Klosters Mondsee genannt. In seiner Amtszeit gründete Hildebold die Kölner Domschule und stiftete die Kölner Dombibliothek. In 12 in Köln erhaltenen Handschriften erscheint Hildebold in dem Besitz- und Herstellungsvermerk Codex sub Pio Patre Hildebaldo scriptus. Die Stücke sind vorrangig Texte der Kirchenväter, Bibelkommentare, Briefe und eine Sammlung des Kirchenrechts. Darüber hinaus bereicherte Hildebold die Bibliothek mit herausragenden Kompendien zu Zeitrechnung, Naturlehre und Himmelskunde.
Am 30. März 805 weihte er den Friesen- und Sachsenmissionar Liudger in Köln zum ersten Bischof von Münster. Im Jahre 813 leitete er gemeinsam mit Erzbischof Richulf die Synode im Stift St. Alban vor Mainz. Im selben Jahr salbte er Ludwig den Frommen, den Erben von Kaiser Karl, zum fränkischen König. Im Jahr 814 spendete Erzbischof Hildebold seinem Freund Kaiser Karl in Aachen die Sterbesakramente. Schon 811 hatte er das Testament des Kaisers als erster Zeuge unterzeichnet. In Karls Testament wurde Köln an erster Stelle unter den fränkischen Erzbistümern genannt. Karl erhielt aus seinen Händen die Kommunion und die Krankensalbung.
Auch nach dem Tod des Kaisers wahrte er seine Stellung. 816 holte er feierlich Papst Stephan V. nach Reims ein, wo die Krönung König Ludwigs des Frommen zum römischen Kaiser vorbereitet wurde. Am 3. September 818 starb Erzbischof Hildebold in Köln und wurde in St. Gereon zur letzten Ruhe gebettet. Noch im 14. Jahrhundert galt er als der Stifter des dortigen Hochaltars. In der Nähe von St. Gereon ist heute ein Platz nach Hildebold benannt.
Ihm wird der Bau des alten, karolingischen Domes in Köln vielleicht zu Unrecht zugeschrieben. Bauherr war womöglich um 850 Gunthar.

## Die Sage zur Freundschaft Karls und Hildebolds
In Köln existiert eine Sage über den Beginn der Freundschaft zwischen Karl dem Großen und Hildebold.
Eines Tages – Karl hatte auf seinem Weg zur Wahl des Kölner Bischofs in den Wäldern vor Köln gejagt, jedoch seine Jagdgesellschaft abgehängt – kam er zu einer kleinen Kapelle. Müde von der Jagd band er sein Pferd vor der Kapelle an und betrat das Gotteshaus. Er suchte sich im hinteren Bereich einen Platz, um in sich zu gehen. Bald begann sich die Kapelle zu füllen, und es wurde ein Gottesdienst vom Dorfpfarrer Hildebold abgehalten. Karl war von der Messe des jungen Hildebold so angetan, dass er ihm nach dem Gottesdienst ein ganzes Goldstück für seine Kapelle spenden wollte. Hildebold jedoch soll, da er Karl nicht erkannte, diese großzügige Spende des in seinen Augen einfachen Jägers abgelehnt haben und sich stattdessen nur ein kleines Stück von der Haut des nächsten Rehs, das der Jäger erlegen würde, erbeten haben. Mit diesem Stück Leder wollte er sein altes Gebetbuch neu binden lassen. Karl, der durch diese Bescheidenheit noch mehr vom jungen Hildebold beeindruckt war, soll von diesem Tag an ein Freund und Förderer Hildebolds geworden sein. Da Volk und Klerus sich bei der Bischofswahl nicht einigen konnten, setzte Karl der Große Hildebold ein.